# António de Araújo e Azevedo
António de Araújo e Azevedo (ou António de Araújo de Azevedo), primeiro conde da Barca (Ponte de Lima, 14 de maio de 1754 – Rio de Janeiro, 21 de junho de 1817), foi um diplomata, cientista, político e escritor português.
Distinguiu-se como fundador de diversas instituições artísticas e científicas, no período em que a corte portuguesa esteve instalada na cidade do Rio de Janeiro. Como Ministro e Secretário de Estado dos Negócios do Reino chefiou o governo, ocupando um cargo semelhante ao actualmente designado por primeiro-ministro.

## Biografia
António de Araújo de Azevedo nasceu em Ponte de Lima, na freguesia de Sá, próximo de Ponte da Barca, filho de António Pereira Pinto de Araújo de Azevedo Fagundes, senhor do morgado e da Casa da Laje, e de Marquesa Francisca de Araújo de Azevedo, filha de Luís de Araújo de Azevedo e de sua primeira mulher Clara Luísa de Magalhães Pinto, gémea herdeira.
Iniciou seus estudos académicos na Universidade de Coimbra, com a orientação de seu tio, o brigadeiro António Luís Pereira Pinto. No entanto, findo o primeiro ano não terminou o curso por vontade própria, voltando ao Porto e dedicando-se às línguas, Matemáticas e aos estudos históricos.

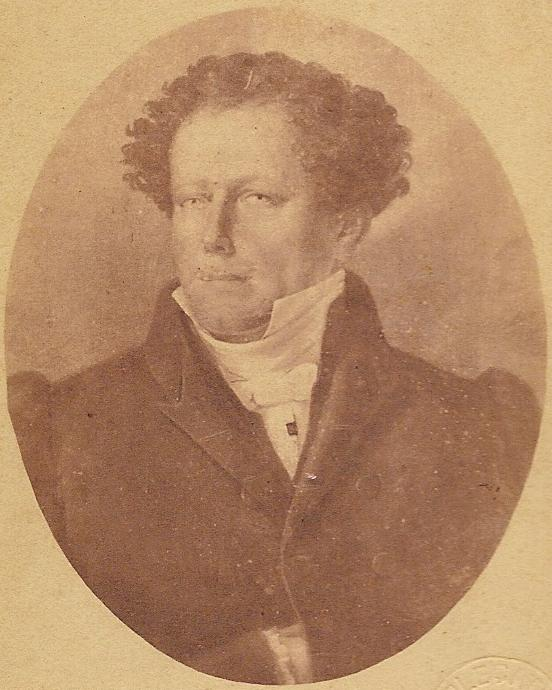
Antonio de Araújo Azevedo, Conde da Barca.

Ainda em Portugal, organiza em 1779 uma Sociedade Económica dos Amigos do Bem Público. Assim, torna-se conhecido nas mais altas esferas da sociedade da época, fazendo muitas amizades. Dentre estas, com o duque de Lafões, responsável por encaminhá-lo à carreira diplomática. Foi embaixador plenipotenciário junto a Corte de Haia (1787). No ano seguinte, viaja à Alemanha e se dedica aos estudos de Ciências e Literatura alemã.
Enviado português em França, negoceia, em 1797, o tratado de paz entre Portugal e França (tratado este que não foi ratificado devido à pressão britânica e às intrigas do ministro da Marinha e seu grande inimigo, D. Rodrigo de Sousa Coutinho).
Rompidas as negociações, os descontentes franceses encarceram-no uns meses em Paris.
Em 1801 é transferido para a corte de São Petersburgo, aonde se mantém por três anos. Logo em seguida, torna-se ministro dos Negócios Estrangeiros e da Guerra, encarregando-se também, dois anos depois (por ocasião da morte do Conde de Vila Verde), do Ministério do Reino. Opondo-se ao comércio com a Grã-Bretanha que iria resultar na invasão francesa, foi um dos conselheiros que mais incentivou a vinda da família Real para o Brasil.
Chega ao Rio de Janeiro em 6 de Março de 1808, a bordo da nau Medusa. Estabelece-se num palacete na rua do Passeio, onde se dedica exclusivamente aos trabalhos científicos, já que, com a chegada ao Brasil, Dom João VI troca de ministério e o substitui por Dom Rodrigo de Sousa Coutinho, pouco depois 1.º conde de Linhares. Antes desta substituição, porém, na Bahia, referenda a Carta Régia, abrindo os portos brasileiros às nações amigas.
Desembarcou no Rio de Janeiro trazendo consigo a sua livraria, legada posteriormente à Biblioteca Nacional do Rio de Janeiro, uma tipografia completa (que aqui se institui, transformando-se, a 13 de Maio de 1808 em Imprensa Régia), a sua riquíssima colecção mineralógica organizada pelo geólogo alemão Abraham Gottlob Werner e um conjunto de instrumentos científicos que utilizou para montar, na sua própria residência, um laboratório para o estudo da Química. Também em sua casa, monta um jardim onde cultiva mais de 1 500 espécies botânicas indígenas e exóticas, as quais catalogou sob o nome de Hortus araujensis. Sobre este catálogo, há referências de sua existência, mas nenhuma evidência de sua publicação oficial.
Em 9 de Novembro de 1812, António de Araújo e Azevedo recebeu autorização, por decreto do Príncipe Regente, para promover as instalações necessárias para abastecer a sua residência de água. Desse modo, pode-se dizer que a estrutura do Laboratório Químico-Prático era totalmente subordinada à estrutura da própria residência do Conde da Barca.
Em 1814 retorna à política, sendo nomeado Ministro da Marinha e Ultramar, em ocasião do falecimento do Conde das Galveias. No mesmo ano, instala em seu Laboratório Químico-Prático um alambique de sistema escocês, com melhoramentos feitos no Rio de Janeiro. Com este alambique, dedica-se à fermentação de bebidas e daí supor-se que a principal fonte de renda do Laboratório tenha sido a venda de licores e aguardente. 
Além de actividade relacionadas com a instituição, constituição e aplicação da química no Brasil, tem-se notícia de que o Laboratório também teria como actividade o ensino da disciplina, com o objectivo principal de preparar aqueles que visavam prestar exames para boticários perante a Fisicatura–Mor.
Era comendador da grã-cruz da Ordem de Cristo, da Ordem Militar da Torre e Espada, da Ordem de Isabel a Católica de Espanha e da Legião de Honra de França. Além disso, pertenceu também a Academia Real das Ciências de Lisboa. Foram notáveis seus entraves com a Cúria Romana entre 1814 e 1817. Tinha frequentemente o assentimento do Príncipe Regente. Exemplo disso é a negativa dada por ele à ordem do papa Pio VII para que fosse re-estabelecida em Portugal a Companhia de Jesus.
Diante dos clamores do povo da Madeira pela abolição do Tribunal da Santa Inquisição, sugeriu que D. João Vi o abolisse sob seus domínios, a que este não se atreveu. O Governo do Rio de Janeiro solicita então a Roma a abolição do Santo Ofício, pedido negado por Pio VII. É também contra a vontade de Roma que faz declarar Joaquim de Santa Clara Arcebispo de Évora.
No ano seguinte, intercede junto ao Príncipe Regente para a elevação do Brasil à categoria de Reino Unido de Portugal, Brasil e Algarve, facto que se realiza em 15 de Dezembro de 1815.

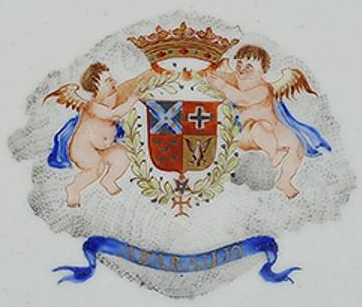
Brasão de armas de D. António de Araújo e Azevedo, 1.º Conde da Barca - Companhia das Índias, Reinado Jiaqing (1796-1820)

Era também colecionador de obras de arte. Foi o responsável pela fundação da Escola Real de Ciências, Artes e Ofícios, no Rio de Janeiro, para a qual mandou vir da França um competente quadro de professores, selecionado por D. Pedro José Joaquim Vito de Menezes Coutinho, o 6.º marquês de Marialva (1815). Tal quadro incluía nomes como: Le Breton, Jean-Baptiste Debret, Nicolas-Antoine Taunay e seu filho Félix Taunay, Grandjean de Montigny e Charles Simon Pradier. Encomendou o projecto do palácio da Academia a Grandjean de Montigny, mas não viveu o suficiente para vê-lo pronto, já que suas obras só terminaram em 1826.
Volta a ocupar o Ministério dos Negócios Estrangeiros e da Guerra em 1816/1817. Quando da morte de Fernando José de Portugal e Castro, o segundo marquês de Aguiar, foi convidado a assumir todas as pastas do governo. Contudo, com sua saúde já bastante debilitada, veio a falecer. Foi o único conde da Barca. Seu título lhe foi conferido em vida, pelo ainda príncipe regente, D. João VI, em 27 de Dezembro de 1815.
O destino do Laboratório Químico-Prático, inicialmente uma iniciativa particular do Conde da Barca, foi o de ser apropriado pelo Estado, passando a ser um órgão do Governo subordinado ao Ministério dos Negócios do Reino, e assim continuando com suas actividades sob a direcção de João Caetano de Barros. A garantia do funcionamento do Laboratório foi endossada por decreto real do dia 27 de Outubro de 1819, criando um Laboratório Químico.
Não se casou e nem deixou descendentes, tendo morrido no prédio da rua do Passeio, na cidade do Rio de Janeiro, em que mais tarde se instalou a Impressão Régia e, posteriormente, a sede do Ministério da Justiça e o Pedagogium. Foi sepultado na Igreja de São Francisco de Paula, com enterro acompanhado por apenas dois diplomatas estrangeiros: o coronel e cônsul-geral francês Jean-Baptiste Maler e o encarregado de negócios americano John James Appleton.
Com sua morte, seu acervo foi comprado pelo governo e encaminhado para a Real Biblioteca - hoje Nacional - lá persistindo até os dias actuais. Tal acervo incluía uma série de manuscritos, que até meados do século XX eram designados como Coleção Araujense, onde constavam mais de seis mil documentos. Após a data citada, tal colecção é desmembrada. Actualmente, se tem acesso apenas às suas cartas de negociação pelo tratado de paz entre Portugal e França, bem como a menos de 20 outros manuscritos.

## Obras publicadas
Embora haja referências históricas que comprovam a escrita do Hortus araujensis, no entanto, não há nenhuma evidência de que este tenha sido publicado. Entre outras, foi autor das seguintes obras publicadas:
- versão ilustrada de Osmia, tragédia coroada pela Academia Real das Ciências de Lisboa, Lisboa, 17??; Uma confusão frequente atribui há várias décadas Osmia, tragédia coroada pela Academia Real das Ciências de Lisboa (Lisboa, 1788) a António de Araújo e Azevedo, mas na verdade esta obra foi autorada por Teresa de Melo Breyner, com António de Araújo e Azevedo a só ser autor da referida versão ilustrada desta tragédia.[4]
- Ode a Dryden para o dia de Santa Cecília, traduzida em português, sem local e sem data (provavelmente Hamburgo, 1799), com três odes de Gray (a tradução da Ode de Dryden voltou a ser publicada na Mnemosine Lusitana, tomo II, 1817);
- Tradução da Elegia de Gray, composta no cemitério de uma igreja de aldeia, s.l. e s.d. (provavelmente Hamburgo, ?);
- Ramalhete, 1841;
- Resposta ou refutação da carta de um vassalo nobre ao seu Rei, sem o nome do autor, no Investigador Português, XXXVI, 1814;
- Memória em defesa de Camões contra Mr. de la Harpe, nas Memórias de Literatura da Academia Real das Ciências, tomo VII;
- Representação a El-Rei D. João VI, no Campeão Português, Londres, volume I.